# 荒倉神社
荒倉神社（あらくらじんじゃ）は、山形県鶴岡市西目荒倉口38に鎮座する神社。旧社格は県社。

## 祭神
- 保食大神（うけもちのおおかみ）
- 大冝津比売神（おおげつひめのかみ）
- 古伝によれば大国主大神、事代主神とある。

境内社を合祀し総称して荒倉大神と呼ばれる。
五穀を始め食物、牛馬、蚕、動物の守護神。とくに古くから馬の神として有名。
境内には獅子と狛犬の代わりに、二頭の馬の石像が置かれている
また、交通、航海の安全、安産、縁結びの神

## 境内神社
- 八雲神社
- 琴平神社
- 大鳥神社
- 皇大神社

## 祭事
- 例祭 （4月18日）
- 祈年祭 （3月21日）
- 新嘗祭（11月27日）
- 秋例祭  （8月18日）
- 湯ノ花祭  （6月18日）
- 風祭 （8月 8日）
- 夏越大祓 （6月末日）
- 年越大祓 （12月末日）

## 神事芸能
荒倉獅子舞

## 沿革
元正天皇の御代、養老元年（717年）の創立。
大和文化が北進したころ、荘内地方を平定し出羽の国が設置されてから5年後の創立。
当時の信濃（長野県）・上野（群馬県）・越前（石川県）・越後（新潟県）より移住し開拓に従事した者たちが農耕の守護神として祭られた。
それ以前は山自体がアラクラの神として信仰をあつめ、数々の伝説が残る。
平安末期には神仏習合が普及するに伴い荒倉大権現と称するようになり、本地佛として聖観音を安置し、別当寺として観頂寺が建立され荒倉山を治めていた。
康平2年（1060年）前九年の役に敗れた安倍貞任の一族、安倍孫太郎李任が荒倉山の別当となり、代々その職を継ぎ勢力が次第に強くなった。中世にはいると庄内を治めた武将、武藤氏の崇敬社となり、安倍氏はその臣下として広大な社領地をおさめ、領内には33の宿坊を構え東の羽黒山に対し、西羽黒と称するようになった。
天正11年（1583年）武藤義氏の家臣前森藏人が最上義光に通じ謀反を起こし、義氏は自害した。側室のお鶴の方は難を逃れ、荒倉山に匿われた。その後、武藤氏は復興をはかり、義氏の弟・義興がたつが最上氏に敗れ、庄内は最上領となる。その後、最上氏よりも崇敬を得たが、豊臣秀吉により上杉領となる。
天正19年（1591年）上杉氏の検地に反対した一揆がおこり荒倉山もその一端をになったため、本社を始め宿坊が悉く破壊され、神領も没収される。
慶長6年（1601年）再び最上氏の領となったため、荒倉神社復興を計るようになる。次第に庄内の崇敬も回復したが、社殿復興には至らなかった。元和8年（1622年）に最上氏は改易になると庄内には酒井忠勝が信州松代より転封された。このとき、別当職が佐藤刑部太夫に委ねられた。刑部は明暦元年（1655年）社殿の再建を行う。
さらに安政2年（1855年）に現在の社殿が建立され、同年、神祇管領吉田家の執奏をもちて神階正一位の勅許があり、明治9年（1909年）県社に列せられる。

## 宝物
県指定有形文化財・石造聖観音像
作者不明・年代は鎌倉後期から室町前期
明治時代の神仏分離に際し、密かに土中に埋蔵されたが、明治37年（1904年）この地方に疫病が流行った際、神の霊示をうけ、掘り起こすことになった。しかし、埋蔵場所が不明であったため、困難をきわめた。幸いに地域の長老佐藤翁の記憶を頼りに掘り起こすことに成功する。以来、神社の神宝として宝物殿に安置されている。

## 交通
- JR東日本羽前水沢駅から車で約20分
- 参道
  - 金山口より登山道（車でも通行可能）
  - 竹の浦口より登山道（徒歩のみ）途中、遙拝殿、社務所あり。